# Kebu
Sebastian "Kebu" Teir, född 1977 i Kristinestad, Finland är en finländsk keyboardist, arrangör, kompositör och producent av elektronisk musik.

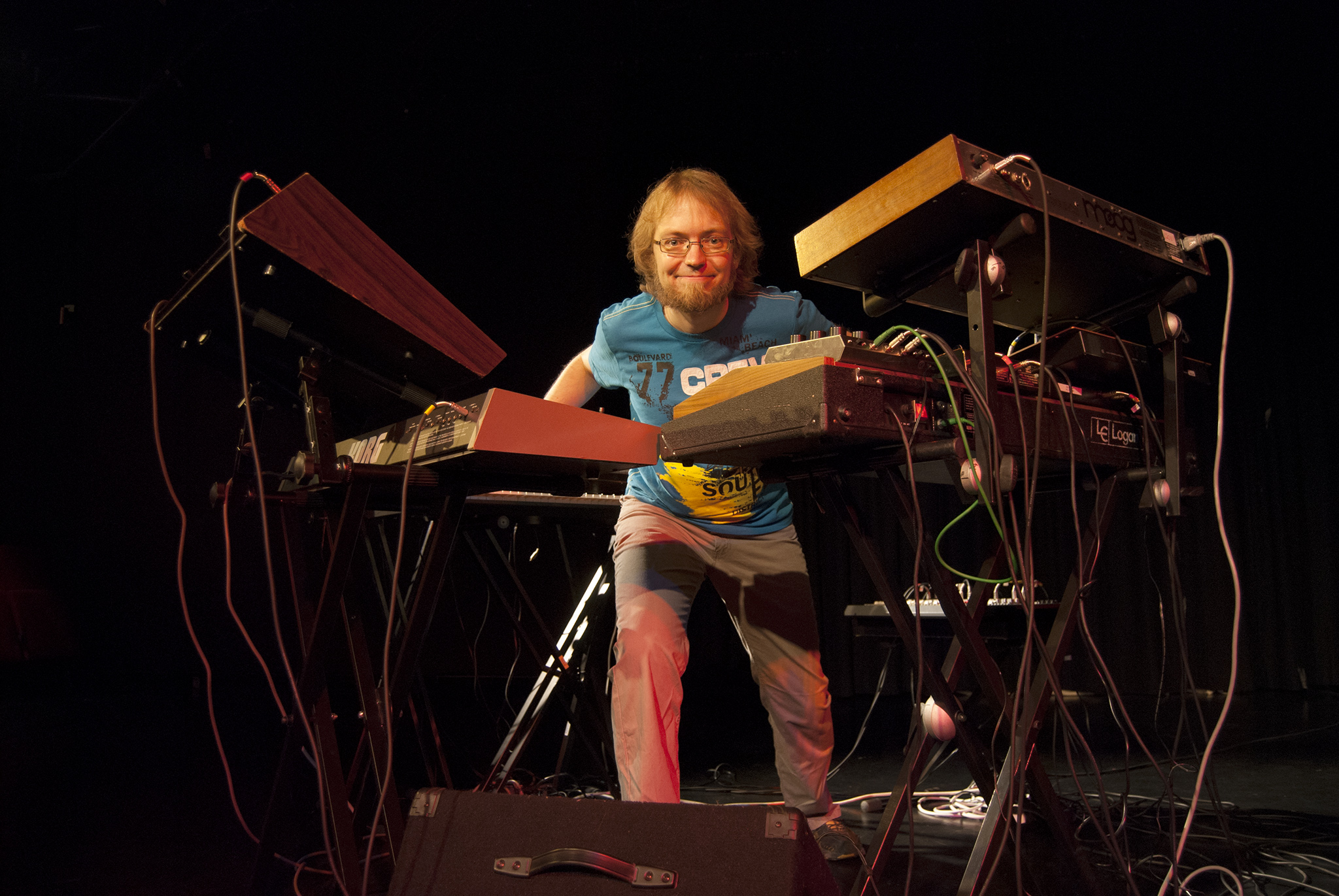
Kebu under en konsert

Teirs solomusikprojekt som Kebu startade 2010 med sin YouTube-kanal Kebu, vilket gjorde honom internationellt känd genom åren. Här släppte han synthesizerdemolåtar och kort därefter coverversioner av välkända ljudspår, egenkomponerade låtar och inspelningar av sina konserter. Hans rent instrumentala synthesizermusik var starkt inspirerad av genregrundare av elektronisk musik som Jean-Michel Jarre, Giorgio Moroder, Vangelis, Jan Hammer och Tangerine Dream. Hans välkända coverversioner av Giorgio Moroders The Chase och en snabbare version av Crockett's Theme från Miami Vice har redan nått över 25 miljoner visningar på YouTube. Hans första album, To Jupiter and Back, är en hyllning till alla artister vars musik han växte upp med. Sedan sitt andra album Perplexagon har han också införlivat influenser från modern elektronisk musik som trance i sina egna stycken.
Han spelar sina konserter exklusivt live, omgiven av över 10 analoga synthesizers. Han använder främst utrustning från 1970- och 1980-talen. En del av dessa styrs av externa sequencers, så att allt genereras live på scenen. Han använder inte samplingar eller uppspelning. Hans regel nummer 1: Ingen bärbar dator på scenen!
Att sätta upp hans kompletta setup tar upp till fyra timmar före varje framträdande, och de decenniegamla instrumenten är mycket känsliga, så defekter kan uppstå när som helst. På grund av spänningen under hans konserter och hans känslomässiga, glada framträdande på scenen, har Kebu vunnit enorm popularitet, särskilt på YouTube, och hade i april 2022 240 000 prenumeranter och över 70 miljoner videovisningar.

## Karriär
Teir började sin karriär 2001 i det finländska progressiva rockbandet Prime Mover som keyboardist, medlåtskrivare, bakgrundssångare och producent. Efter att ha medverkat som gästkeyboardist på den första singeln, Mr. Zingelmann 1999, blev han officiell medlem i bandet med det första officiella albumet. Under perioden fram till 2007 producerade han totalt tre album med Prime Mover: Put in perspective (2001) med engelska texter, samt Drivkraft (2004) och Imperfekt (2007) med texter på finlandssvenska, bandmedlemmarnas modersmål, som bara talas i mindre delar av Finland.
Bandet spelade en extraordinär blandning av skandinavisk folkmusik, krautrock och progressiv rock och fick efter deras andra album goda recensioner över hela Europa från webbtidningar, musiktidningar som Babyblaue Prog-Reviews från Tyskland, samt några intervjuer i regionala tidningar. Deras musik spelades på radio i Finland, Tyskland och Chile och fick därmed större uppmärksamhet för första gången.
På alla Teirs album arbetade han med analoga syntar från 70- och 80-talen, som senare skulle bli hans varumärke. Han fick även erfarenhet av semiprofessionell mixning och produktion av album. Redan på den tiden hade han smeknamnet KeBu och producerade albumen i sin privata KeBu Studio i Esbo. 
Av logistiska skäl spelade han aldrig live inför publik med Prime Mover. Detta skulle dock ändras 2007 när han gick med i bandet Vinyl Jam. Tillsammans med det finländska jazzmusikerkollektivet släppte han singeln Test of Wind och albumet Kino 2008 och 2009, uppträdde på mindre klubbar och var också involverad i mixningen av de två utgivningarna.
År 2008 ägde Teir redan ett nästan tresiffrigt antal syntar och grundade bandet Kouzin Bedlam tillsammans med sina kusiner Christian och Stefan Nyman. 2009 skapade bandet en YouTube-kanal och låten Writing dök upp med hans medverkan på samplern Unleash The Power – The Finish Heavy & Metal Compilation.
2010 startade Teir sitt solomusikprojekt under sitt artistnamn, med vilket han senare uppnådde internationell berömmelse. På sin YouTube-kanal Kebu publicerade han egenkomponerade synthesizerdemolåtar, coverversioner och egenkomponerade stycken. Efter flera liveframträdanden och mycket positiv feedback på YouTube producerade han äntligen sitt debutalbum To Jupiter And Back 2012. Albumet blev en succé och gick in på de finska listorna som nummer 28. Det nominerades också till det tyska Schallwelle Music Award i kategorin Bästa internationella album 2013.
2014 följde maxi-singeln Deep Blue och tillsammans med sitt band Kouzin Bedlam det progressiva rockalbumet Longing for the Incomplete. Han dök också upp på nationell TV med en intervju och ett kort liveframträdande med sin originalutrustning och sina egna låtar.
2016 uppträdde han i Norge och släppte sitt andra studioalbum Perplexagon, som omedelbart gick in på de finska listorna som nummer 6. Perplexagon nominerades även till Schallwelle Music Award i kategorin Bästa internationella album.
2017 gav han sig ut på Perplexagon Tour 2017, för att fira släppet av albumet, och hade över sjuttio konserter i elva olika europeiska länder. Den sista konserten, i Oslo i december 2017 spelades in professionellt och släpptes den 10 maj 2019, både på CD och som konsert-DVD. Kebu nominerades också igen för Schallwelle Award och vann det som bästa artist. Samma år fick han i uppdrag av sin hemstad Kristinestad att komponera ett stycke för att uppmärksamma 100-årsminnet av den finska statens självständighet från Ryssland. Den 6 december 2017, exakt 100 år efter Finlands självständighetsförklaring, framförde han det 17 minuter långa stycket live med syntar, med stöd av symfoniorkester och kör.

## Diskografi

### Studioalbum
- put in perspective (2001, med Prime Mover)
- alias Drivkraft (2004, med Prime Mover)
- Imperfekt (2007, med Prime Mover)
- To Jupiter and Back (debutalbum, 2012)
- Longing for the Incomplete (2014, med Kouzin Bedlam)
- Perplexagon (2016)
- Urban Dreams (2021)

### Singel och EP
- Deep Blue (singel, 2014)
- Kring Havet – Meren Ympärillä (EP, 2018)